# Margriet Ehlen
Margriet Ehlen (Heerlen, 28 september 1943) is een Nederlands dichter, componist, dirigent en docent klassieke muziek.

## Biografie
Tijdens haar loopbaan als componist heeft zij voor veel verschillende instrumenten gecomponeerd, maar zij is vooral actief in het schrijven van composities voor zangers. Deze zangstukken variëren van solostukken tot koormuziek. Voor veel van haar composities voor zangstem gebruikte zij poëzie als startpunt. Daarbij gebruikte ze teksten van Gerrit Achterberg, Anna Bijns, Emily Dickinson, Wiel Kusters en Elly de Waard. Ze is zelf naast componist ook dichter.
Ze studeerde compositie bij Gerard Kockelmans, Willem de Vries Robbé en Robert Heppener, piano bij Bart Berman en Kees Steinroth en koordirectie bij Jan Eelkema. Ze studeerde af in het vak muziekeducatie aan het Conservatorium Maastricht en gaf vervolgens les aan lerarenopleidingen in Rotterdam, Maastricht en Sittard.
Ze heeft de werken van haar voormalige leraar, de Nederlandse componist Gerard Kockelmans, verzameld en geanalyseerd, en schreef ook over de componist Jean Lambrechts.
Veel van haar werken zijn uitgegeven door Donemus, de Nederlandse uitgeverij zonder winstoogmerk die hedendaagse klassieke componisten promoot. Enkele andere van haar composities zijn uitgegeven bij uitgeverij Rieks Sodenkamp in Maastricht .

## Geselecteerde werken
- 1979 Cyclus I, vijf liederen voor zang en piano op gedichten Martin Boot
- 1980 Drie liederen voor zang en piano op teksten van Martin Boot
- 1984 Palimpseste, voor liederen op gedichten van Wiel Kusters voor mezzosopraan en piano
- 1988 And send the Rose to you, tien liederen voor koor op teksten van Emily Dickinson en Elly de Waard[1]
- 1988 Wijfken, staat oppe voor sopraan en fluit/alt-fluit op tekst van Anna Bijnstriptiek
- 1990 Euridyce, een cyclus van zeven liederen voor mezzosopraan en fluitkwartet op teksten van Gerrit Achterberg
- 1990 Drie kleine liederen voor fluit en middenstem op gedichten van Hadewych Laugs
- 1994 Dröm voor sopraan en fluit op tekst van Birgitta Buch[2]
- 1995 Prèsque Berceuse voor sopraan, fluit en klavecimbel of piano op tekst van H. Leopold[2]
- 1995 Er zijn te weinig ochtenden, voor sopraan, saxofoon, hoorn en piano
- 2003 For the Distant, mini-opera voor sopraan, 2 percussieorkesten, 2 dansers, video en 2 koren
- 2006 Ignis Caritas voor beiaard op tekst van Margriet Ehlen
- 2012 De IJzeren Dame van Maastricht op tekst van Daan Doesborgh, contratenor en saxofoon

## Onderscheidingen
- 1997 Peter Kempkens Literatuurprijs
- 1995-1999 Veldeke-prijzen (deze prijs heeft zij vier maal ontvangen)